# STROBE NIGHT!
『STROBE NIGHT!』（ストロボ・ナイト!）は、かつてNACK5で放送していた深夜放送。

## 概要
かつて放送されていた『RADIO-X』や『チャイム!』と同様に、リスナーとDJのコミュニケーションを核とした音楽バラエティ。直接の前番組『THUNDER STRIKES』とは違って、リスナーメッセージとリクエストで構成する。なお、番組内で放送されるインフォメーション類は、『チャイム!』末期同様パーソナリティが読み上げる。
2012年4月から、金曜日は『MIDNIGHT ROCK CITY+R』が放送されるため、この番組は月曜日から木曜日の放送になった。
2013年4月からは、月〜金曜日の5:00〜6:00に『NACK5時ラジ』が放送されるため、この番組の放送時間が1時間短縮された。

## 放送時間
- 月曜日 - 木曜日 25:00 - 29:00
（火曜日 - 金曜日早朝 1:00 - 5:00）

## パーソナリティ
- （月）西脇彩華(9nine) - 2013年4月以降唯一の初代メンバーとなる
- （火）NARUMI（オズ）（2013年4月 - ）
- （水）Silent Siren（2012年4月4日 - ） - 当初はメンバーが全員そろって放送していたが、2012年6月以降は2人ずつのシャッフル出演による放送が基本となり、不定期でメンバー全員での放送も行われた。
- （木）近藤夏子（2013年4月 - ）

|                   | 月曜日             | 火曜日          | 水曜日       | 木曜日             | 金曜日       |
| ----------------- | ------------------ | --------------- | ------------ | ------------------ | ------------ |
| 2011.04 - 2012.03 | 本幸拓真           | 柴田あゆみ      | 土屋滋生     | 西脇彩華 （9nine） | ALEX         |
| 2012.04 - 2013.03 | kainatsu           | 柴田あゆみ      | Silent Siren | 西脇彩華 （9nine） | （放送なし） |
| 2013.04 - 2014.03 | 西脇彩華 （9nine） | NARUMI （オズ） | Silent Siren | 近藤夏子           | （放送なし） |

### 備考
- ALEXは前番組THUNDER STRIKESから続投。
- 土屋滋生はNACK ON TOWN、kainatsuはGOLDEN 4 EGGSからの移動。
- NARUMIは内包番組（木曜日）からパーソナリティーへ昇格。

## タイムテーブル

### 内包番組
- 1:40 - 2:00
  - 火曜日：MY FIRST STORY HiroのWhy so serious? パーソナリティー：Hiro(MY FIRST STORY)（2013年10月1日 - ）
  - 水曜日： 辻詩音のI can feel パーソナリティー：辻詩音（2012年10月3日 - ）
  - 木曜日：木ようの夜は…あえかなり。 パーソナリティー：あえか（2013年10月 - ）

月曜日の内包番組はなし。
〈過去の放送〉
- 月曜日：アリス十番のDEATH☆TROY NIGHT! パーソナリティー：森カノン（アリス十番）ほか （2013年4月 - 2013年6月）
- 月曜日：ひめキュンフルーツ缶 ひめ様のミカンの缶づめ、みかん抜き パーソナリティー：ひめキュンフルーツ缶（2013年7月 - 2013年12月30日）
- 木曜日：WHITE ASH のび太の今夜もNOBI☆TIME パーソナリティー：のび太（WHITE ASH）（2013年4月 - 2013年9月）

### 曜日帯企画
- 2:00 ゲストコーナー
- 3:45 ○○に一言！
  - 番組BLOGに掲載された写真とその指示に従ってリスナーからのボケを募集する、大喜利コーナー。

- スペシャルウィーク時は、月 - 木曜日までの統一テーマが設けられる。

#### 過去の曜日帯企画
- こえ部と連動して展開していたコーナー（月曜 - 木曜は深夜3時台、金曜は当初4時台前半枠に存在していた）。
  - こえ部の鈴木Pが毎回のお題に対する総評を行っていた。鈴木Pが欠席の場合は代理Pが総評を行っていたケースもあった。
- STROBE VOICE（月曜 - 金曜深夜3時台前半）
  - 引き続きこえ部と連動して展開していたコーナー。番組独自の百人一首を作ったり、月によっては俳句や川柳を募集していた。
- ストナイ曲ころ番付!!（募集は3時台中半に行い、結果は4時台後半もしくは5時台で発表していた）
  - 毎週、一つのジャンルまたは一つのテーマにちなんだ曲のリクエストをリスナーから募集し、そのリクエストを他の曜日でも同じように行い、ランキングに入っている曲が曜日ごとでどう変化するか見極めつつ、1週間後の同じ曜日でランキングの変動と総評を行っていた。テーマは1週間ごとに新しくなるため1日ずつずれていた（月曜日がリクエスト基点の場合、翌週の同じ曜日で結果と総評を行い、新しいリクエストは火曜日基点からの順に1日ずつずれていき、金曜日が新しいリクエストの起点の場合は翌週の金曜日で結果と総評を行っていた）。曜日ごとにランキングされている曲が異なっていたりして、リスナーから好評だったが、ストナイOTBを立ち上げるために終了した。
- NACK5 NEWS（5時の時報直後前後）
  - 現在はニュース速報のみ伝える。
- ストナイOTB（2012年まで）
  - リスナーからのリクエスト・メッセージを紹介する。
- あさカラおみくじ（2012年まで）
  - オープニングで発表する5つの色の中から、リスナーが好きな色に投票する。1番票が多かった色が今日のラッキーカラーになる。途中からはピンときたシチュエーションやモノから選ぶこととなった。
- NACK5 WEATHER
  - 5時40分ごろに関東地方の天気を伝えていたが、5時台の『STROBE NIGHT!』の放送が終了したため放送終了。現在は5時台の後継番組『NACK5時ラジ』で同時刻に天気予報は放送されている。

### 曜日別企画

#### 月曜日
- マーケティングJD(木曜時代から継続、1時台)

女子大生ちゃあぽんがみた気になることを取り上げるコーナー。俗にいう、フリートーク。
- ストナイ新略語辞典(1:40〜)

ストナイ月曜から、新しい略語を作っていくコーナー。毎回もともと意味がある略語を与えられ、リスナーは新しい意味を考えて投稿する。
- 西脇2:50(木曜時代から継続、2時台後半)

西脇扮する西脇2：50が、リスナーから寄せられた怒りをリスナーに代わってぶちまけるコーナー。
- さやかの知らない世界

さやかこと西脇さんがまだ知らないことをリスナーが教えるコーナー。
- ポピの癒しの楽園

メッセージに癒しの妖精である「ポピ」がやさしく答えるコーナー。
- 1年9nine組(木曜時代から継続、4時台)

毎週出されるお題に対してリスナーから答えを募集する。
- クイズ！9th Sense(4時台)

リスナーが一般常識から雑学まで様々な知識をクイズ形式で投稿し、ちゃあぽんが、第六感ならぬ第九感を使って正解するまで答えるクイズコーナー。
- 9曲の選択

リスナーから募集した9nineの曲から9曲を選び、さらにその中から1曲を番組でオンエアする。
過去のコーナー
- ペラペラ相談室

うすっぺらーい悩み相談に対する答えをリスナーから募集するコーナー。
- トラブル解決！レス 9(キュー) ミー

日常の様々なトラブルを解決する方法をみんなで考えるコーナー。
過去のコーナー(kainatsu時代)
- 時限メッセージ(1:20-)

リスナーからフリーテーマのメッセージを4秒以内という制限時間付きで紹介しコメントする。従ってメッセージ自体は短め。
- 愛し合ってるKAI？？(2:50-)

リスナーから恋バナや、恋愛相談を募集する。
- 真夜中のPK合戦！(3:15-)

毎週お題を決め、リスナーから面白い答えを募集し、Kainatsuが面白い(ゴール)と感じた答えを送ったリスナーにはステッカーがプレゼントされる。なお、2012年10月からは、このコーナーの後にkainatsuがおすすめするアーティストを紹介する。
- kainatsu ブラック×ブラックトーク〜ブラバナ〜(4:05-)

リスナーのびっくりエピソードを紹介するコーナーだが、最近はピンクな内容も増えていき、双方ともに過激になっている。内容が過激すぎて放送できないメッセージの場合はラジオネームが紹介され、kainatsuがコメントする。2012年10月からコーナー時間が拡大された。
- 無限オンガク(4:25-)

ディープな音楽を紹介するコーナー。
- めざましクイズ〜めざQ〜(5:15-)

リスナーから送られてきたクイズにkainatsuが答える。毎週4問出題し、kainatsuを不正解にさせるとステッカーがプレゼントされる。また、5問目はリスナーがクイズに参加し、エンディングにてそのクイズでの正解者先着5名にもステッカーがプレゼントされる。
- カイ飯、ナツごはん(5:30-)

リスナーの今日の朝ごはんや、朝ごはんにまつわるエピソードを募集し紹介する。
(下記のコーナーはkainatsuさんの放送が終了する2013年3月以前に放送が終わっていた)
- 今夜は何モード？？(3:05-)

kainatsuが音声ルーレットの出目に応じて様々な人物やキャラクターになりきって、リスナーからの質問に答えていくコーナー。
過去のコーナー(本幸時代)
- 月曜本幸劇場〜妄想クライマックス〜

まず1時台にその週のタイトルを決め、そのタイトルから妄想したストーリーのクライマックスを募集するコーナー。その募集結果は4時台冒頭。
- フェイク埼玉〜本物はどっちだ?〜

埼玉に関する2択問題をリスナーから募集。どちらか正しいのか予想したうえで、本幸が実際にその地を訪れ検証するコーナー。
- ストロボ通信（1時台中盤および4時台）

身の回りの出来事を1分くらいにまとめたものを募集する。フィクション・ノンフィクションどちらも可。最初に「ストロボ通信です」、最後に「以上ストロボ通信でした」で締める。本幸がニュースキャスター風に読む。
1時台を「ソフト編」、4時台を「ディープ編」としている。「ディープ編」は下ネタもあり。
- 特攻指令埼玉

後述のフェイク埼玉のリニューアル版。本幸に行ってほしい場所を放送開始まで募集し、1時台に場所を決め、その後放送内で実際にやることを募集する。決まった行動は、次回放送までに実際に実行する。費用は自腹。収録日時、場所を公表しているため、本幸とリスナーの交流の場にもなっている。
- 歌詞ごちゃまぜクイズ（3時台中盤）

2つの曲の歌詞をごちゃまぜにして本幸が朗読。その曲が何かを募集するコーナー。答え合わせは3時台終盤で行う。歌手名まで当てないと正解にならないため、多数カバーされている曲は「ひっかけ」の場合がある。
- FLASH BACK MUSIC（3時台中盤）
- ご飯物語（5時台）

朝食に関する投稿を募集する。

#### 火曜日
- こねた

ちょっとしたネタを気まぐれに募集する。
- 行ってみたいなヨソの県(2〜3時台)

毎回ある都道府県を指定し、情報を細切れに募集する。その情報をもとにNARUMI画伯が絵を描き観光ガイドを作るコーナー
- NARUペディア

ストナイ火曜的ディクショナリーを作るコーナー。
- 連想トーーク

NARUMIにリスナーがお題の単語や文章を出してそこから連想されるトークを展開。知らない言葉でも知ったかぶりしてトークをすることもある。
- 恐怖のカルタ(4時台)

リスナーから募集した恐怖の文章でカルタを作る。毎回最初の頭文字(ひらがな)が指定される。
- 音楽コーナー

NARUMIが熱く音楽を語る。毎回1つのアーティストについて語ることが多い。
過去のコーナー(柴田時代)
- 60秒電話

オープニングで60秒だけリスナーと電話で会話する。
- 柴スポ

柴田があゆみ編集長となり、毎週1つのテーマを掘り下げる。
- ちょっときいてよ

柴田が言いたくてたまらないことを紹介する。また、リスナーからも募集している。
- 叱って!柴ちゃん

柴田からリスナーに対して、活を入れるコーナー。原則として、叱ってほしいセリフは投稿者が指示する。
- サプライズしばた

柴田に内緒である事をリサーチし、番組内で突然柴田にぶつける。
- 柴田あゆみのタイムマシーン

毎回あるキーワードを決め、その時代を紹介する。
- あゆみモーニングコール

5時半ごろ、電話で起こして欲しいリスナーを募集する。
- 記念日請負人

リスナーの記念日を募集し、紹介する。
- あゆみ知恵袋

過去のコーナー
- 3択クイズ

決まった時間ではなく、突然出題されるクイズ。正答は用意されているが、ボケた答えを考えるコーナーと化している。
- 4コマストーリー

1時台から4時台の共通コーナー。あるテーマに沿ったコマの案を1時間に1コマずつ募り、一つのストーリーを作り上げていく。
- 柴田の音楽のあゆみ
- ナイトナース

柴田からリスナーに対して、癒しの言葉を届けるコーナー。
- 朝いい話

#### 水曜日
- WHO IS THIS FOOD！？

番組のオープニングで発表する、ある有名人から想像する食べ物や飲み物は一体何か想像し、その理由とともにリスナーが投稿する。そして、リスナーが想像した食べ物・飲み物の中から上位に来たモノをエンディングで食べるコーナー。
- 1時台のガールズトーク！(1時半ごろから)

メンバーが皆さんの質問メールをもとに、自由気ままにトークするコーナー
- 5文字のエンターショー！(2時台後半)

いろんなシチュエーションに合ったユニークな5文字の言葉を考えて送るコーナー。毎週最優秀作品を選びその人には、5文字入り！2人の直筆サイン入りNACK5ステッカーをプレゼントする。
- サイサイソング・・・NOWでしょ！(3時台)

リスナーからサイサイソングのリクエストを募集し、OAする。紹介された人には、メンバーの直筆サイン入りNACK5ステッカーがプレゼントされる。
- 真夜中のガールズトーク(3時台)

サイサイがリスナーから寄せられたテーマをもとに自由勝手にガールズトークを展開する。
- サイサイ！何でもテレフォン！(4時台)

生電話コーナー。電話に登場したリスナーは2人の直筆サイン入りNACK5ステッカーをプレゼントされる。
以下はその日担当しているメンバーのコーナーのみ放送される。
- あいにゃん・・・・ため息の部屋(4時台)

リスナーがため息をつきたくなることを、タイトルの通りあいにゃんが代わってため息をつく。
- ゆかるん・・・・ルンルン気分!!(4時台)

リスナーがルンルン気分!になったことを、ゆかるんが「はぴる〜ん」度で表現する。
- すぅちゃん・・・・ザンゲ室(4時台)

リスナーがしてしまった小さな悪事を、タイトルの通りすぅちゃんが代わりにザンゲする。
- ひなんちゅ・・・・だから？？(4時台)

リスナーがしてしまった小さな悪事を、タイトルの通りすぅちゃんが代わりにザンゲする。
過去の企画(Silent Siren)
- You Are Dotch！？(1時-2時台)

恋愛をテーマに様々な状況を判断するコーナー。2時台にはリスナーと電話で討論する。
初期は「毎週どうでもいいようなテーマ」で決められていたが、メンバーのトークの盛り上がり状況から内容が変更された。
- ストナイ!SHOW CASE!(3時台)

来週リリースの新曲の中から5曲をピックアップしてオンエアし、リスナーから一番反響が大きかった曲がストナイプッシュ曲となる。かつて金曜日に放送していたものを移行した。
- 恋愛セラピスト(4時台)

リスナーの恋の悩みに対して、メンバーが答える。
- 音楽プレイバック(4時台)

担当メンバーが懐かしい思い出とともに振り返る音楽コーナー。
- サイサイ一言選手権(4時台)

お題に対して、リスナーは一言で何て言い返すかを募集するコーナー。
- 朝1番お天気レポート(5時台)

出演メンバーの片方がスタジオの外の天気と関東地方の天気予報を伝えるコーナー。メンバーシャッフルまでは「すぅちゃんの〜」というタイトル。
- アルファベットー1グランプリ(5時台)

アルファベットからテーマを決め、グランプリを決める。
例 E-1グランプリ(E＝エッグ)一番好きな卵料理は？
- サイサイ！一品クッキング！(5時台)

毎回テーマを決め、何か一品足すとおいしい物を募集する。
- 音楽イイネ(4時台)

毎週担当メンバーがお勧めする曲を全部で4曲流すコーナー。
- お試し企画！(4時台)

リスナーからやって欲しい企画を募集する。採用されたリスナーにはサイン入り色紙がプレゼントされる。
- Dorothy Little Happy〜HAPPY NIGHT!

Dorothy Little Happyによる箱番組で当初は25時台後半に放送されていたが、2012年秋に27時台中盤へ移動。メンバーが生電話で出演することもあった。
過去の企画(土屋滋生)
- TSUCHIYAへ…GO!(1時台中盤)

東京エンターテイメントのカネコナオミさんがおすすめの映画・DVDを紹介する。土屋がカネコさんにリスナープレゼント（映画観賞券やDVDなど）をねだるのが恒例。
- Listen To ザ・アイドル!（2時台前半）

毎週1組のアイドルを決め、リクエストを募集する。
- アイドルの卵

毎週1組のアイドルの卵をゲストに迎えて、紹介する「トークコーナー」（2時台中盤）
- TSUCHIYA SELECTION NONSTOP ユーロファイヤー!!（4時台前半）

かつてNACK5で放送していた土屋がパーソナリティの番組「EURO FIRE」の復刻版。
- 一緒に封を開けて聞こう（4時台後半）

レコード会社からプロモーションを受けたCDを、その場で封を開けて土屋滋生と一緒に初めて聴いてみる。新曲や発売前の曲などが聴ける。
- 西武ライオンズ “平尾博嗣”を応援するコーナー（5時台前半）

埼玉西武ライオンズの選手のインタビューや球団の情報などを紹介する。特に土屋滋生と仲のよい平尾選手の情報が多い。
- 綾田紘子を応援するコーナー（5時台中盤）

土屋滋生が女子プロゴルファー”綾田紘子選手”を個人的に応援しながら、女子プロゴルフ・男子プロゴルフの情報等を紹介している。
- super GT +α

SUPER GTの情報を紹介している(土屋がSUPER GTの情報番組『SUPER GT+』でナレーションを担当しているため)。中でもGT300クラスを中心に、その他ドリフトイベント“D1”などの話題にも触れている。

#### 木曜日
- 夏子の徒然(1時台)

この一週間に感じた、思ったことをトークする。
- 笑いのツボ(2時台)

近藤が、リスナーの送ってくれたコント、ダジャレ、回文などをジャッジする。
- 夏子センセー音楽の時間(3時台)

リスナーが送ってくれた作詞に即興で演奏する。
- 夏子の部屋(4時台)

リスナーの様々な相談にアドバイスをする。
西脇時代の過去の企画(月曜に引き継がれたコーナーは省略する)
- スピリチャル・サーズデイ*おすすめミッドナイト・シアター

その週ちゃあぽんが見た映画を紹介するコーナー。
- 韓流最高!

毎週KーPOPを紹介するコーナー。
- 元気の言霊

西脇に元気を注入して欲しいリスナーを募集する。
- ちょいみー国カルチャー

世界各国の文化を紹介する。一時休止したが、「ストロボイス」終了に伴い復活。
- スピリチャル・サーズデイ

## かつて放送されていた金曜日のコーナー
- 2011年4月1日〜2012年3月30日までの金曜日にやっていたコーナーは下記の通り。
- 電撃!オープニングナンバー（1時台オープニング冒頭）
- 電撃リクエスト（2時台前半）
- 早打ちクイズ!この曲なーんだ?（2時台後半）
- 洋楽歌詞の世界
- 洋楽歌詞の世界〜R-18指定ヴァージョン〜（4時台前半）
- ニューリリース・ストナイ・ショウケース（3時台）

次週発売の新曲を次々とフラッシュでかけていく（概ね20曲前後）。その中でリスナーが気に入ったものを投票してもらい、各得票数のもっとも多かったものを、この日のエンディングナンバーとしてかけ、さらに翌週の番組パワープレイ曲としてかける。番組後期には8曲前後まで減らされていた。この企画は2012年度で水曜日のコーナーへ移動されている。
- 電撃!予想クイズ（5時台前半）

1週間に行われる様々な出来事（主にスポーツ物が多かった）の予想結果をリスナーから選択肢を使って募集していた。予想が的中したリスナーには番組ステッカー（初代）をプレゼントしていた。
- 今週のありがとう!!今週のバカヤロー!!（5時台中半）
- ウイークリー音楽情報（5時台後半）

## その他
- 不定期に、STROBE NIGHT!全曜日パーソナリティ陣が集まり、特番や公開録音を行っている。
  - 特別番組「NACK5 COUNTDOWN PARTY 2011-2012」
    - 放送日時:2011年12月31日 16:00-18:55
    - 大晦日特番の1パートとして、パーソナリティ(本幸、柴田、土屋、西脇、ALEX)が全員集合。全員でのトークは短く、16時台・17時台・18時台で出演者を変えて放送した。STUDIO ARCHEからの公開生放送。

  - 公開録音
    - 収録日時:2012年7月22日 13:00-15:00
    - STUDIO ARCHEでの公開録音。2012年4月からのパーソナリティ(kainatsu、柴田、Silent Siren、西脇)が全員集合し、女子会トークを繰り広げた。

- 不定期に、番組が注目するアーティストが出演する、番組主催のライブイベント、ストナイLIVE！を開催している。
- 2012年10月28日には、当番組が主催する無料ライブイベント、ストナイ！MUSIC DAYが、大宮駅西口アルシェ1階ステージで開催された。
- 2013年2月25日(月曜深夜)の放送はkainatsuが体調不良のため、菊井彰子（MAGICAL SNOWLANDパーソナリティ）がピンチヒッターを務めた。
- 2013年11月25日(月曜深夜)と27日(水曜深夜)の放送はパーソナリティを交代して、25日にSilent Sirenが27日に西脇彩華が担当した（Silent Sirenの本来の担当日である27日にツアーがあったため）。

## 参考
- NACK5内公式サイト、実際のオンエア、および大宮アルシェなどで配布されるタイムテーブル